# Amélie d'Orléans-Bragance
Amélie d'Orléans-Bragance (en portugais : Amélia de Orléans e Bragança), née le 15 mars 1984 à Bruxelles (Belgique), est une princesse du Brésil et princesse d'Orléans-Bragance, membre de la maison impériale du Brésil, issue de la branche cadette, dite branche de Vassouras.

## Biographie

### Enfance
Amélie, née à Bruxelles, en Belgique, est la fille aînée du prince Antônio du Brésil (1950-2024) et de la princesse Christine de Ligne (née en 1955),,. Elle est issue de la branche cadette de la famille impériale du Brésil, dite branche de Vassouras. Par son père, elle est l'arrière-arrière-petite-fille de l'impératrice Isabelle du Brésil (1846-1921), tandis que par sa mère, elle est l'arrière petite-fille de la grande-duchesse Charlotte de Luxembourg (1896-1985). Un mois après sa naissance, elle est baptisée à Belœil, en Belgique, le 22 avril 1984,.
Son frère aîné Pedro Luiz (1983-2009) meurt, victime d'un accident d'avion, le Vol Air France 447, le 1er juin 2009. Amélie d'Orléans-Bragance a également un frère et une sœur cadets : Raphaël, né en 1986, et Marie-Gabrielle, née en 1989,.

### Succession au trône du Brésil
L'oncle paternel d'Amélie, Luiz d'Orléans-Bragance (1938-2022), était pour certains monarchistes, l'empereur titulaire du Brésil. Depuis sa mort, en 2022, son successeur est son frère Bertrand (né en 1941). Ce dernier étant célibataire, son héritier présomptif dans l'ordre de succession au trône est le frère d'Amélie, Raphaël (né en 1986). Amélie, quant à elle, a perdu ses droits à l'hypothétique trône brésilien en contractant un mariage morganatique avec un membre non titré de la gentry anglaise, petit-fils d'un knight bachelor et descendant d'un baronnet.

### Formation et carrière
Amélie d'Orléans-Bragance a commencé ses études à l'Instituto Social São José et au Colégio Ipiranga de Petrópolis, où ses parents vivaient dans un petit palais. Sur le tard, elle a suivi le cours d'architecture à l'Université pontificale catholique de Rio de Janeiro. Elle a travaillé dans de nombreuses entreprises au Brésil et en Europe.
Elle a été architecte et décoratrice d'intérieur à la Marcia Muller Arquitetura à Rio de Janeiro de 2007 à 2008, architecte et coordinatrice d'expansion au Brasil Estudio Lamela à Madrid de 2008 à 2010, atelier d'architecte chez l'Architecture Frédéric de Bonhome sprl à Bruxelles en 2012 et architecte et architecte d'intérieur au Camu & Morrison à Londres de 2012 à 2014. Depuis 2014, installée à Madrid, elle est indépendante.

### Mariage et descendance
Après des fiançailles célébrées en juillet 2013, Amélie d'Orléans-Bragance se marie à la chapelle impériale de Notre-Dame-du-Mont-Carmel, à Rio de Janeiro, le 16 août 2014, avec l'anglo-espagnol Alexander James Spearman (né à Perth, en Écosse, le 27 mars 1984), de la maison des baronnets Spearman (en), fils de Lochain Alexander Spearman et de Pilar Garrigues y Carcer, et petit-neveu d'Antonio Garrigues, ancien ministre espagnol de la Justice, titré marquis de Garrigues par le roi Juan Carlos Ier. Le mariage, très médiatisé, est largement considéré comme un mariage royal dans les Amériques, dès lors parmi les invités présents, figurent, notamment, des membres de la famille impériale autrichienne, de la famille royale portugaise, de la maison de Bourbon-Siciles, de la maison de Liechtenstein et de la famille royale belge. Les noces sont co-célébrées par le père Jorge Luiz Pereira das Neves qui donne lecture d'une lettre de bénédiction du pape François, et le père Alessandro de Bourbon des Deux-Siciles, cousin de la mariée. Les invités reçoivent un livret bilingue en anglais et en portugais. La mariée est coiffée d'un diadème de sa famille maternelle,,,,,,,.
Le couple a deux fils :
- Alexander Joaquim Pedro Spearman, né à Madrid (Espagne) le 30 août 2016[7].
- Nicholas Rafael William Spearman, né à Madrid (Espagne) le 20 février 2018[17],[18].

## Titulature
- 15 mars 1984 - 16 août 2014 : Son Altesse Royale la princesse Amélie d'Orléans-Bragance, princesse du Brésil[19] ;
- depuis le 16 août 2014 : Son Altesse Royale la princesse Amélie d'Orléans-Bragance, Mme Alexander James Spearman.

Lors de son mariage, la princesse Amélie est contrainte de renoncer à ses titres et droits à l'ancien trône du Brésil par le chef de famille le 16 juillet 2014. Néanmoins, un tel acte n'est pas prévu par la constitution monarchique de 1824 sans approbation du Congrès national du Brésil.

## Ascendance
|  |                                      |  |  |  |  |  |  |  |  |  |  |  |  |
|  | 8. Louis d'Orléans-Bragance          |  |  |  |  |  |  |  |  |  |  |  |  |
|  |                                      |  |  |  |  |  |  |  |  |  |  |  |  |
|  |                                      |  |  |  |  |  |  |  |  |  |  |  |  |
|  | 4. Pedro Henrique d'Orléans-Bragance |  |  |  |  |  |  |  |  |  |  |  |  |
|  |                                      |  |  |  |  |  |  |  |  |  |  |  |  |
|  |                                      |  |  |  |  |  |  |  |  |  |  |  |  |
|  | 9. Marie-Pie de Bourbon-Siciles      |  |  |  |  |  |  |  |  |  |  |  |  |
|  |                                      |  |  |  |  |  |  |  |  |  |  |  |  |
|  |                                      |  |  |  |  |  |  |  |  |  |  |  |  |
|  | 2. Antônio d'Orléans-Bragance        |  |  |  |  |  |  |  |  |  |  |  |  |
|  |                                      |  |  |  |  |  |  |  |  |  |  |  |  |
|  |                                      |  |  |  |  |  |  |  |  |  |  |  |  |
|  | 10. François de Bavière              |  |  |  |  |  |  |  |  |  |  |  |  |
|  |                                      |  |  |  |  |  |  |  |  |  |  |  |  |
|  |                                      |  |  |  |  |  |  |  |  |  |  |  |  |
|  | 5. Marie-Élisabeth de Bavière        |  |  |  |  |  |  |  |  |  |  |  |  |
|  |                                      |  |  |  |  |  |  |  |  |  |  |  |  |
|  |                                      |  |  |  |  |  |  |  |  |  |  |  |  |
|  | 11. Isabelle-Antoinette de Croÿ      |  |  |  |  |  |  |  |  |  |  |  |  |
|  |                                      |  |  |  |  |  |  |  |  |  |  |  |  |
|  |                                      |  |  |  |  |  |  |  |  |  |  |  |  |
|  | 1. Amélie d'Orléans-Bragance         |  |  |  |  |  |  |  |  |  |  |  |  |
|  |                                      |  |  |  |  |  |  |  |  |  |  |  |  |
|  |                                      |  |  |  |  |  |  |  |  |  |  |  |  |
|  | 12. Eugène II de Ligne               |  |  |  |  |  |  |  |  |  |  |  |  |
|  |                                      |  |  |  |  |  |  |  |  |  |  |  |  |
|  |                                      |  |  |  |  |  |  |  |  |  |  |  |  |
|  | 6. Antoine de Ligne                  |  |  |  |  |  |  |  |  |  |  |  |  |
|  |                                      |  |  |  |  |  |  |  |  |  |  |  |  |
|  |                                      |  |  |  |  |  |  |  |  |  |  |  |  |
|  | 13. Philippine de Noailles           |  |  |  |  |  |  |  |  |  |  |  |  |
|  |                                      |  |  |  |  |  |  |  |  |  |  |  |  |
|  |                                      |  |  |  |  |  |  |  |  |  |  |  |  |
|  | 3. Christine de Ligne                |  |  |  |  |  |  |  |  |  |  |  |  |
|  |                                      |  |  |  |  |  |  |  |  |  |  |  |  |
|  |                                      |  |  |  |  |  |  |  |  |  |  |  |  |
|  | 14. Félix de Bourbon-Parme           |  |  |  |  |  |  |  |  |  |  |  |  |
|  |                                      |  |  |  |  |  |  |  |  |  |  |  |  |
|  |                                      |  |  |  |  |  |  |  |  |  |  |  |  |
|  | 7. Alix de Luxembourg                |  |  |  |  |  |  |  |  |  |  |  |  |
|  |                                      |  |  |  |  |  |  |  |  |  |  |  |  |
|  |                                      |  |  |  |  |  |  |  |  |  |  |  |  |
|  | 15. Charlotte de Luxembourg          |  |  |  |  |  |  |  |  |  |  |  |  |
|  |                                      |  |  |  |  |  |  |  |  |  |  |  |  |
|  |                                      |  |  |  |  |  |  |  |  |  |  |  |  |